# Icsimaru
Icsimaru (市丸; eredeti nevén: Macue Gotó まつゑ後藤; 1906. július 16. – 1997. február 17.) Japánban született. Híres japán színésznő és gésa volt. Versengése egy másik népszerű gésa énekesnővel, Kóta Kacutaróval teremtette meg az „Icsi-Kacu korszakot” a japán popzene történelmében.

## Fiatalkora
Icsimaru tizenegy testvérével, szigorú körülmények között nőtt fel Japánban. Tizennégy vagy tizenöt éves korában hagyta el családját és egy gésa házban kezdett el dolgozni. Korai éveiben legtöbbször a Nagano prefektúrában található aszamai melegvízű forrásoknál dolgozott, mint alkoholt töltő gésa (osaku).
Tizenkilenc éves korában Tokióba költözött és csatlakozott az Icsimacuja Okijához (egy Tokióban lévő gésaházhoz) és felvette új nevét, így lett Aszakusza Icsimaru.

## Énekesi karrier
Tokióba való költözése után Icsimaru fejleszteni akarta énekesi képességeit, ezért samiszen és énekórákat vett Encsiga Kijomototól, aki akkoriban híres samiszen művésznek számított. Nagy haladást ért el, de még mindig úgy érezte, hogy lehetne jobb is. Emiatt Icsimaru belefogott egy tréningbe V. Endzsudaiju  Kijomoto nagymester fiával, Eidzsudaijuval.
A tréning bevált és nemsokára nemcsak a saját gésa negyedében vált híressé, hanem a környező negyedekben is, mint például: Janagibasiban, Akaszakában és Sinbasiban. Énekesi tehetségének köszönhetően 1931-ben a The Victor Recording Company arra kérte fel Icsimarut, hogy írjon alá egy szerződést. Az első dalát a Nure Tsubame című film számára vette fel, ami nagy siker lett. A debütálását újabb sláger követte, a „Tenryū Kudareba”, ami szupersztárrá tette őt. Sikeres énekesi karrierjének köszönhetően felhagyott a gésa léttel és egyedül az énekesi pályájára koncentrált.
Az 1930-as évek folyamán Icsimaru folytatta a dalok rögzítését, fellépett Japánban és külföldön egyaránt. A harmincas évek végére karrierje lelassult és végül teljesen leállt a második világháborúnak köszönhetően. 1948-ban hogy fellendítse a háború utáni Japán szellemét, újból felvételeket kezdett el rögzíteni. Az 1940-es évek végére elindította saját rádió programját „Mitsukoshi Calendar of Songs” néven, ami az elkövetkező tíz évben sikeres rádióprogrammá vált.
A háború után Icsimarut érdekelni kezdte az amerikai kultúra, ezen belül is leginkább a dzsessz. Ennek oka a sikerdal a „Shamisen Boogie Woogie” volt, amit egy dzsessz dalszerzővel, Rjoichi Hattorival alkotott meg. 1950-ben ő volt az első japán énekes, akit a második világháború után először engedtek meg fellépni Hawaiin. Ezt a fellépést később számos nemzetközi koncert követte. Ez idő alatt Icsimaru énekelt a kabukinak és megalkotta saját ko-utáját (小唄 hagyományos japán zenei műfaj, amit általában gésák alkalmaznak), egy stílust, ami később „Ichimaru Air” néven lett ismeretes.

## Tanári karrier
1984-ben Icsimaru megalapította az Edo Ko-uta Ichiju Society-t annak reményében, hogy népszerűsítse az Edo ko-utát. Aktív szerepet játszott a diákok e stílusra való tanításában, mindezt a 80-as években is tovább folytatta. 1960-ban a sikeres énekesi karrierért és az Edo ko-uta támogatásáért megkapta a nakamurai Edo ko-uta iskola igazgatói kinevezését.

## Öröksége
Icsimaru 90 évesen halt meg 1997-ben. Örökségül hagyományos népzenéket hagyott a mai japán emberek számára. Karrierje során 270 „ha-uta, zokkjoku” melódiát és „ko-utát” rögzített. Rangos díjakat is nyert ilyen volt például a „Geidzsucusai Sorei So” amit 1970-ben, a „Sidzsu Hoso” (A Lila Szalag Birodalmi Rendje) amit 1972-ben és a „Kun Jonto Zui-ho So” (A Szent Kincs 4. Birodalmi Rendje), amit 1981-ben kapott meg.
Az öröksége tovább él Szuzuki Fumi, Icsimaru egyik barátjának nagylelkű adományai által, melyeket a hölgy a kanadai Greater Victoria régió galériájának és a nagano-i Iida Múzeumnak adományozott. Ezen adományok között szerepelnek kimonók, obik és egyéb emléktárgyak is. 
A 2003 májusa és júniusa között megjelent „Arts of Asia” magazin kiadványa egy húsz oldalas cikket közölt Icsimaruról, ami tartalmazott egy nyolc oldal terjedelmű részt a hölgy néhány kimonójáról.

## Fordítás
- Ez a szócikk részben vagy egészben  az   Ichimaru című angol Wikipédia-szócikk ezen változatának fordításán alapul.  Az eredeti cikk szerkesztőit annak laptörténete sorolja fel. Ez a jelzés csupán a megfogalmazás eredetét és a szerzői jogokat jelzi, nem szolgál a cikkben szereplő információk forrásmegjelöléseként.

### Folyóiratok
- Barry Till, Michiko Wargentyne and Judith Patt: „From Geisha to Diva. The Kimono of Ichimaru”, Arts of Asia, May–June 2003, 56–75.